# Alo Bärengrub
Alo Bärengrub est un footballeur estonien, né le 12 février 1984 à Kehtna en RSS d'Estonie. Il mesure 1,82 m.
Alo Bärengrub évolue depuis 2011 au JK Nõmme Kalju, où il occupe le poste de défenseur.

## Biographie
Alo Bärengrub fait ses débuts en 2000 à l'âge de 16 ans en équipe première du Lelle SK en Esiliiga. L'année suivante il rejoint le FC Valga avec lequel il gagnera le championnat de seconde division en 2002. Après 4 saisons passer dans ce club, il rejoint le FC Flora Tallinn, le club le plus titré du Championnat d'Estonie et devient progressivement  un joueur important pour ce club.
À l'âge de 23 ans, Alo quitte le FC Flora Tallinn, en janvier 2008 il signe un contrat de 4 ans avec le club norvégien FK Bodø/Glimt. Il joue son premier match le 30 mars 2008 sur une victoire 2 buts à 0 face à HamKam. Il marque pour la première fois dans ce championnat le 10 août 2008 sur une victoire 3 buts à 2 face au Viking FK. Le contrat a été résilié d'un accord commun, début 2011, du fait qu'il n'a pas assez de temps de jeu.
Alo Bärengrub se fait prendre en essai par Notts County FC jouant en League One ainsi qu'en Major League Soccer avec les Timbers de Portland. Bien qu'il soit impressionné l’entraîneur de ce dernier, il n'a pu lui signé un contrat, du fait qu'il a atteint le quota de joueurs étrangers dans son équipe.Le défenseur a également essuyé un refus dans son ancien club le FC Flora Tallinn qui a décidé de donner une chance aux jeunes joueurs.
Le 4 mars 2011 il signe un contrat d'un an plus une année en option avec le JK Nõmme Kalju. Il joue son premier match face au FC Flora Tallinn son ancien club contre lequel il perd 1 but à 0. Il fait partie des trois joueurs à avoir joué tous les matchs de la saison, les autres sont son coéquipier Ken Kallaste et le défenseur du FC Narva Trans Tomas Rimas. Le 28 décembre 2011, Alo signe un nouveau contrat de deux ans avec le club.

## Carrière
| Saison                | Club                  | Championnat           | Championnat | Championnat | Coupe(s) nationale(s) | Coupe(s) nationale(s) | Compétition(s) continentale(s) | Compétition(s) continentale(s) | Compétition(s) continentale(s) | Estonie | Estonie | Total | Total |
| Saison                | Club                  | Division              | M.          | B.          | M.                    | B.                    | Comp.                          | M.                             | B.                             | M.      | B.      | M.    | B.    |
| 2000                  | Lelle SK              | Esiliiga              | -           | -           | -                     | -                     | -                              | -                              | -                              | -       | -       | 0     | 0     |
| 2001                  | FC Valga              | Esiliiga              | -           | -           | -                     | -                     | -                              | -                              | -                              | -       | -       | 0     | 0     |
| 2002                  | FC Valga              | Esiliiga              | -           | -           | -                     | -                     | -                              | -                              | -                              | -       | -       | 0     | 0     |
| 2003                  | FC Valga              | Meistriliiga          | -           | -           | -                     | -                     | -                              | -                              | -                              | -       | -       | 0     | 0     |
| 2004 - sep. 2004      | FC Valga              | Meistriliiga          | -           | -           | -                     | -                     | -                              | -                              | -                              | -       | -       | 0     | 0     |
| sep. 2004 - 2004      | FC Flora Tallinn      | Meistriliiga          | -           | -           | -                     | -                     | -                              | -                              | -                              | 1       | 0       | 1     | 0     |
| 2005                  | FC Flora Tallinn      | Meistriliiga          | -           | -           | -                     | -                     | -                              | -                              | -                              | 2       | 0       | 2     | 0     |
| 2006                  | FC Flora Tallinn      | Meistriliiga          | -           | -           | -                     | -                     | C3                             | 2                              | 0                              | 2       | 0       | 4     | 0     |
| 2007                  | FC Flora Tallinn      | Meistriliiga          | -           | -           | -                     | -                     | -                              | -                              | -                              | 5       | 0       | 5     | 0     |
| 2008                  | FK Bodø/Glimt         | Tippeligaen           | -           | -           | -                     | -                     | -                              | -                              | -                              | 10      | 0       | 10    | 0     |
| 2009                  | FK Bodø/Glimt         | Tippeligaen           | 10          | 1           | -                     | -                     | -                              | -                              | -                              | 9       | 0       | 19    | 1     |
| 2010                  | FK Bodø/Glimt         | Adeccoligaen          | -           | -           | -                     | -                     | -                              | -                              | -                              | 5       | 0       | 5     | 0     |
| 2011                  | JK Nõmme Kalju        | Meistriliiga          | 36          | 2           | 1                     | 0                     | C3                             | 2                              | 0                              | 2       | 0       | 41    | 2     |
| 2012                  | JK Nõmme Kalju        | Meistriliiga          | 32          | 5           | 2                     | 1                     | C3                             | 2                              | 0                              | 5       | 0       | 41    | 6     |
| 2013                  | JK Nõmme Kalju        | Meistriliiga          | 33          | 1           | 3                     | 2                     | C1/C3                          | 6                              | 0                              | 2       | 0       | 44    | 3     |
| 2014                  | JK Nõmme Kalju        | Meistriliiga          | 32          | 1           | -                     | -                     | C3                             | 4                              | 0                              | 5       | 0       | 41    | 1     |
| 2015                  | JK Nõmme Kalju        | Meistriliiga          | 28          | 3           | 4                     | 0                     | C3                             | 4                              | 0                              | -       | -       | 36    | 3     |
| 2016                  | JK Nõmme Kalju        | Meistriliiga          | -           | -           | -                     | -                     | -                              | -                              | -                              | -       | -       | 0     | 0     |
| Total sur la carrière | Total sur la carrière | Total sur la carrière | 171         | 13          | 10                    | 3                     | -                              | 20                             | 0                              | 48      | 0       | 249   | 16    |

## Palmarès
FC Valga
- Champion d'Estonie D2 : 2002

 FC Flora Tallinn
- Vainqueur de la Supercoupe d'Estonie : 2004

 JK Nõmme Kalju
- Vainqueur de la Coupe d'Estonie : 2015